# Eucyrtopogon incompletus
Eucyrtopogon incompletus là một loài ruồi trong họ Asilidae. Eucyrtopogon incompletus được Adisoemarto miêu tả năm 1967. Loài này phân bố ở vùng Tân Bắc giới.